# エッセンス&レア 82-92
『エッセンス&レア 82-92』(原題 : Essence & Rare 82-92)は、イギリスの音楽バンドであるエヴリシング・バット・ザ・ガールが1992年に発表したコンピレーション・アルバムである。

## 概要
本作は、彼らのシングル曲やアルバム未収録曲を収録した日本独自編集盤である。
『ネイティヴ・ランド』や『もう話したくない』は海外でのシングルであったが、この時点では日本盤のオリジナル・アルバムに未収録であったため、日本でのアルバムとしては本作が初収録となった。
渡辺満里奈がライナーノーツを執筆している。

## 楽曲
本作には、以下のカヴァー曲が収録されている。
- 『ダウンタウン・トレイン』 (オリジナルはトム・ウェイツ)
- 『ナイト＆デイ』 (コール・ポーター作のスタンダード・ナンバーで、フレッド・アステアやビリー・ホリデイなどが歌っている)
- 『オールモスト・ブルー』 (オリジナルはエルヴィス・コステロ)
なお、この曲は後に2003年のコンピレーション・アルバム『ライク・ザ・デザーツ・ミス・ザ・レイン』にも収録された。
- 『もう話したくない』 (オリジナルはダニー・ウィッテン)
- 『テイク・ミィ』 (オリジナルはウーマック＆ウーマック)
- 『ノー・プレイス・ライク・ホーム』 (オリジナルはポール・オーヴァーストリート)

この時点では、『もう話したくない』は彼ら最大のヒットシングル(全英3位)であった。
(その後、1995年発表の『ミッシング (トッド・テリーREMIX)』(全英3位、全米2位)が彼ら最大のヒットシングルとなる。)
『ネイティヴ・ランド』では、当時ザ・スミスに在籍していたギタリストのジョニー・マーがハーモニカを演奏しており、ミュージック・ビデオにも出演している。

## 収録曲
1. ミート・ミィ・イン・ザ・モーニング - Meet Me In The Morning
2. ジーズ・アーリー・デイズ (リミックス) - These Early Days (Remix)
3. カム・オン・ホーム (ピアノ＆ヴォーカル・ヴァージョン) - Come On Home (acoustic version)
4. ダウンタウン・トレイン - Downtown Train
5. リヴィング・オン・ハニーカム - Living On Honeycomb
6. イーチ・アンド・エヴリワン - Each And Every One
7. ナイト ＆ デイ - Night And Day
8. オールモスト・ブルー - Almost Blue
9. ネイティヴ・ランド - Native Land
10. ドレイニング・ザ・バー - Draining The Bar
11. オックスフォード・ストリート - Oxford Street
12. もう話したくない - I Don't Want To Talk About It
13. ドライヴィン (アコースティック・ヴァージョン) - Driving (acoustic version)
14. テイク・ミィ (ラヴ・ミックス) - Take Me (Love Mix)
15. トゥイン・シティーズ (ザ・グリーン・プレインズ・ア・カペラ・ミックス) - Twin Cities (The Green Plains A Cappella Mix)
16. ノー・プレイス・ライク・ホーム - No Place Like Home
17. オールド・フレンズ - Old Friends